# Sucha Beskidzka
Sucha Beskidzka is een stad in het Poolse woiwodschap Klein-Polen, gelegen in de powiat Suski. De oppervlakte bedraagt 27,46 km², het inwonertal 9750 (2005).

## Verkeer en vervoer
- Station Sucha Beskidzka

## Geboren in Sucha Beskidzka
- Billy Wilder (1906-2002), Oostenrijks-Amerikaans filmregisseur